# 中国地方のダム一覧
中国地方のダム一覧（ちゅうごくちほうのダムいちらん）は、中国地方（鳥取県、島根県、岡山県、広島県、山口県）にあるダムを都道府県別にまとめたものである。

## 中国地方のダム一覧

### 鳥取県
- 小田股ダム
- 船上山ダム
- 西高尾ダム
- 俣野川ダム
- 三滝ダム

### 島根県
- 大長見ダム
- 尾原ダム
- 来島ダム
- 志津見ダム
- 周布川ダム
- 長見ダム
- 浜原ダム
- 益田川ダム
- 美田ダム
- 三成ダム

### 岡山県
- 旭川ダム
- 大佐ダム
- 小阪部川ダム
- 恩原ダム
- 黒谷ダム
- 黒鳥ダム
- 河本ダム
- 新成羽川ダム
- 高瀬川ダム (岡山県)
- 田原ダム
- 千屋ダム
- 苫田ダム
- 苫田鞍部ダム
- 土用ダム
- 三室川ダム
- 明治ダム
- 湯原ダム

### 広島県
- 魚切ダム
- 宇賀ダム
- 王泊ダム
- 小瀬川ダム
- 梶毛ダム
- 沓ヶ原ダム
- 黒瀬ダム (東広島市)
- 高暮ダム
- 四川ダム
- 帝釈川ダム
- 立岩ダム
- 田房ダム
- 樽床ダム
- 南原ダム
- 二級ダム
- 温井ダム
- 野呂川ダム
- 灰塚ダム
- 土師ダム
- 八田原ダム
- 服部大池
- 久山田ダム
- 福富ダム
- 本庄ダム
- 三川ダム
- 三河ダム
- 弥栄ダム
- 山田川ダム
- 竜泉寺ダム

### 山口県
- 阿武川ダム
- 生見川ダム
- 小瀬川ダム
- 川上ダム (山口県)
- 黒杭川ダム
- 向道ダム
- 厚東川ダム
- 木屋川ダム
- 佐々並川ダム
- 佐波川ダム
- 島地川ダム
- 末武川ダム
- 菅野ダム
- 中山川ダム
- 真締川ダム
- 御庄川ダム
- 弥栄ダム
- 屋代ダム